# Caló d'es Moro

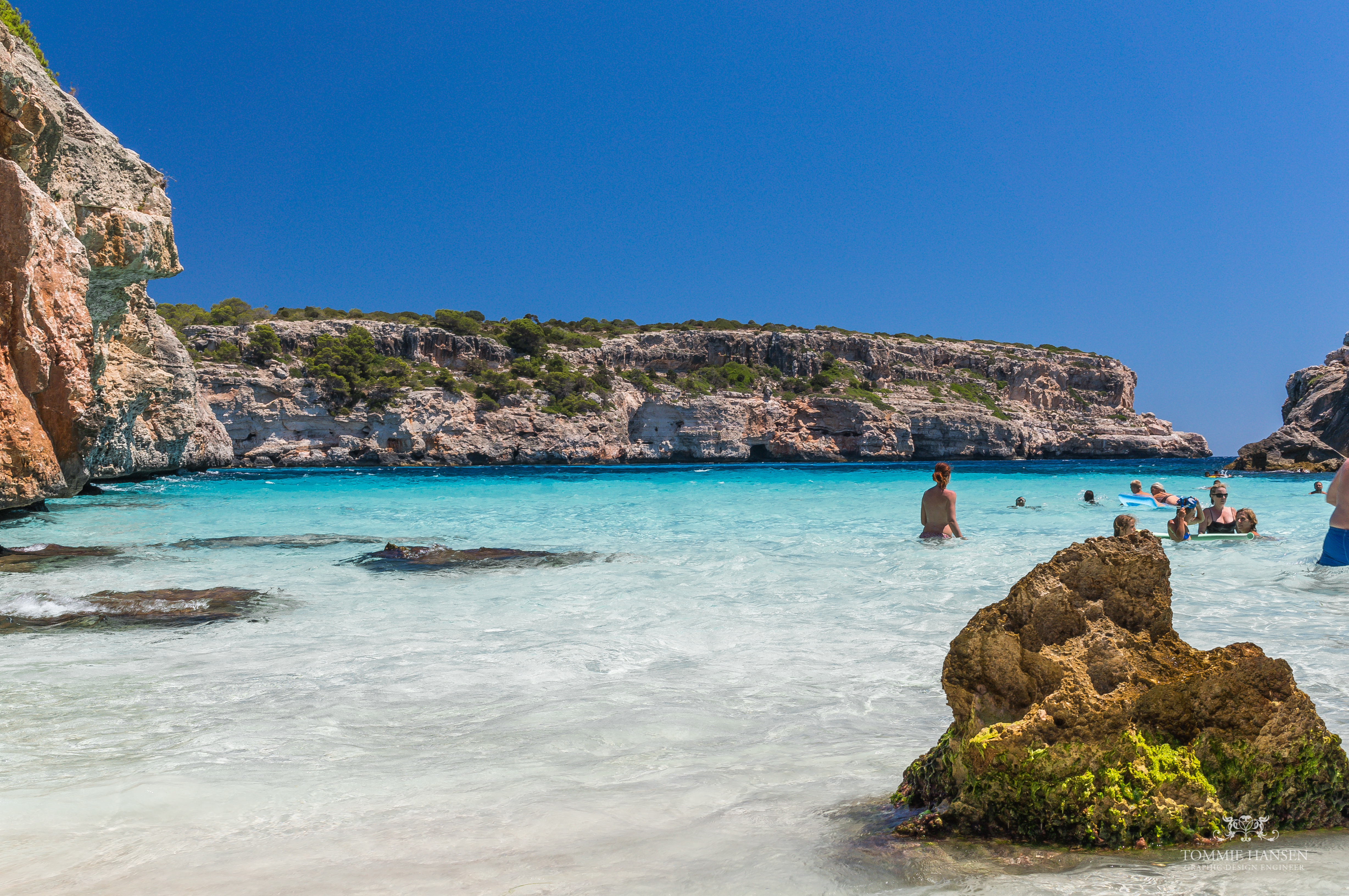
Playa de la Cala del Moro.

La Cala del Moro,[cita requerida] o "Caló d'es Moro" en mallorquín, es una playa que está situada junto a la localidad española de Cala Llombards, municipio de Santañí, Mallorca. Se trata de una playa semiurbana de gran belleza paisajística, de arena blanca y grava, que a causa del turismo presenta un elevado grado de ocupación durante la época estival.
Este talud virgen, enclavado entre altas paredes pobladas de pinos, matas, retama y lentisco, es de arena mayoritariamente, pero salpicado de grandes rocas. Esta fisonomía se altera según la intensidad de los temporales, ya que las corrientes marinas arrastran el limo bajo el mar, eliminando el espacio destinado a solárium. Si a este hecho se le añade sus reducidas dimensiones y la afluencia de bañistas, supone todo un problema encontrar un hueco para los visitantes.
Sus aguas cristalinas, abiertas a los vientos del este-sureste, resaltan un fondo arenoso, bueno para la práctica de buceo y para el fondeo de pequeñas embarcaciones, a una profundidad próxima al litoral que oscila entre los tres y los cuatro metros. A dos millas marítimas se encuentran las instalaciones portuarias del Puerto de Cala Figuera.
El acceso a la playa por vía terrestre se inicia estacionando el vehículo gratuitamente junto a las casitas del barrio de sa Comuna, a unos 1,1 kilómetros del inicio de la carretera que conduce hacia s'Almunia, y a medio kilómetro del mar. Se continúa a pie 400 metros por un sendero que comienza antes de que finalice la carretera y que salva el desnivel muy pronunciado del acantilado que nos conduce hasta el arenal.